# Individual Thought Patterns
Individual Thought Patterns ist das fünfte Musikalbum der Death-Metal-Band Death.

## Entstehungsgeschichte
Sean Reinert und Paul Masvidal von Cynic stiegen nach der Tour zu Human aus, um sich wieder auf ihre Hauptband zu konzentrieren. Als Gitarrist stieg Andy LaRocque von der Band King Diamond ein. Er war außerdem am Songwriting beteiligt. Als zweites neues Mitglied wurde Gene Hoglan verpflichtet. Für das Lied The Philosopher wurde ein Musikvideo gedreht.
Andy LaRocque konnte wegen seiner Beteiligung an King Diamond die Touren zum Album nicht spielen. Für die Europatour übernahm Craig Locicero von Forbidden, für die US-Tour Ralph Santolla von Eyewitness die Gitarre.

## Musikstil
Individual Thought Patterns ist das bis dahin technisch ausgereifteste Album der Band. Der brutale Death Metal früherer Alben ist fast gänzlich verschwunden. Wie schon der Vorgänger ist die Musik vom Jazz beeinflusst, hinzu kommen auf diesem Album Einflüsse aus dem Power Metal. Chuck Schuldiners Gesang entfernte sich vom genreüblichen Growling und klingt nun klarer. Gelobt wurde in Kritiken vor allem Schuldiners Gitarrenspiel sowie das schnelle Drumming von Gene Hoglan.

## Erfolge
Individual Thought Patterns erreichte 1993 in den USA Platz 30 der Billboard-Top-200-Albumcharts.

## Titelliste
1. Overactive Imagination – 3:28
2. In Human Form – 3:55
3. Jealousy – 3:39
4. Trapped in a Corner – 4:11
5. Nothing Is Everything – 3:16
6. Mentally Blind – 4:45
7. Individual Thought Patterns – 4:00
8. Destiny – 4:04
9. Out of Touch – 4:19
10. The Philosopher – 4:10